# Fernando Espinosa
Fernando Espinosa Barrera (Ciudad de México, 9 de mayo de 1983) es un exfutbolista mexicano. Jugaba de centrocampista y se retiró en el Celaya FC de la extinta liga de Ascenso MX.

## Trayectoria
Inicios
A los 14 íngresó en las categorías inferiores de los equipos de la UNAM. Jugó en los Pumas Naucalpan, equipo con el que se proclamó campeón de la Tercera División de México. Debutó con la Universidad en un partido del trofeo Campeón de Campeones frente al Pachuca Club de Fútbol, disputado el 8 de agosto de 2004. Su debut en la Primera División se produjo el 11 de septiembre del mismo año, frente a Deportivo Toluca.
Atlante
El 18 de diciembre de 2014 se hace oficial su traspaso al Atlante.

#### Estadísticas
La siguiente tabla detalla los encuentros disputados y los goles marcados en los clubes en los que ha militado.
| Pumas U.N.A.M. · México | 1.ª                 |                     |     |   |    |   |    |   |     |   |
| Pumas U.N.A.M. · México | 1.ª                 | 2004                | 0   | 0 | 1  | 0 | -  | - | 1   | 0 |
| Pumas U.N.A.M. · México | 1.ª                 | 2004/05             | 16  | 0 | 0  | 0 | 7  | 0 | 23  | 0 |
| Pumas U.N.A.M. · México | 1.ª                 | 2005/06             | 6   | 0 | -  | - | 0  | 0 | 6   | 0 |
| Pumas U.N.A.M. · México | 1.ª                 | 2006/07             | 18  | 0 | -  | - | -  | - | 18  | 0 |
| Pumas U.N.A.M. · México | 1.ª                 | 2007/08             | 38  | 0 | 3  | 0 | -  | - | 41  | 0 |
| Pumas U.N.A.M. · México | 1.ª                 | 2008/09             | 8   | 1 | -  | - | 8  | 2 | 16  | 3 |
| Pumas U.N.A.M. · México | 1.ª                 | 2009/10             | 13  | 0 | -  | - | 6  | 0 | 19  | 0 |
| Pumas U.N.A.M. · México | 1.ª                 | 2010/11             | 19  | 1 | -  | - | 3  | 0 | 22  | 1 |
| Pumas U.N.A.M. · México | 1.ª                 | 2011/12             | 28  | 0 | -  | - | 4  | 1 | 32  | 1 |
| Pumas U.N.A.M. · México | 1.ª                 | 2012/13             | 15  | 0 | 7  | 0 | -  | - | 22  | 0 |
| Pumas U.N.A.M. · México | 1.ª                 | 2013/14             | 11  | 0 | 12 | 1 | -  | - | 23  | 1 |
| Pumas U.N.A.M. · México | 1.ª                 | 2014                | 4   | 0 | 4  | 0 | -  | - | 8   | 0 |
| Pumas U.N.A.M. · México | 1.ª                 | Total               | 176 | 2 | 27 | 1 | 28 | 3 | 231 | 6 |
| Atlante F.C. · México | 2.ª                 |                     |     |   |    |   |    |   |     |   |
| Atlante F.C. · México | 2.ª                 | 2015                | 13  | 0 | 0  | 0 | -  | - | 13  | 0 |
| Atlante F.C. · México | 2.ª                 | 2015/16             | 22  | 0 | 3  | 0 | -  | - | 25  | 0 |
| Atlante F.C. · México | 2.ª                 | 2016/17             | 22  | 0 | 6  | 1 | -  | - | 28  | 1 |
| Atlante F.C. · México | 2.ª                 | Total               | 57  | 0 | 9  | 1 | -  | - | 66  | 1 |
| Celaya F.C. · México | 2.ª                 |                     |     |   |    |   |    |   |     |   |
| Celaya F.C. · México | 2.ª                 | 2017/18             | 4   | 0 | 1  | 0 | -  | - | 5   | 0 |
| Celaya F.C. · México | 2.ª                 | Total               | 4   | 0 | 1  | 0 | -  | - | 5   | 0 |
| Total en su carrera | Total en su carrera | Total en su carrera | 236 | 2 | 37 | 2 | 28 | 3 | 301 | 7 |
| (1)Incluye datos de la Copa México, Campeón de Campeones (2004 y 2005) e InterLiga (2008). (2)Incluye datos de la Copa Libertadores (2006), Copa Sudamericana (2005), SuperLiga (2010) y Liga de Campeones de la Concacaf (2005, 2008-09, 2009-10 y 2011-12). |                     |                     |     |   |    |   |    |   |     |   |

## Palmarés

### Campeonatos nacionales
| Título                           | Club            | País   | Año  |
| -------------------------------- | --------------- | ------ | ---- |
| Torneo Invierno Tercera División | Pumas Naucalpan | México | 2000 |
| Campeón de Campeones             | UNAM            | México | 2004 |
| Primera División                 | UNAM            | México | 2004 |
| Primera División                 | UNAM            | México | 2009 |
| Primera División                 | UNAM            | México | 2011 |